# Kazuhisa Kawahara
Kazuhisa Kawahara (河原 和寿 Kawahara Kazuhisa?), född 29 januari 1987, är en japansk fotbollsspelare.
I juli 2007 blev han uttagen i Japans trupp till U20-världsmästerskapet 2007.